# Esther Perel
Esther Perel (Leuven, augustus 1958) is een Belgisch-Amerikaans psychotherapeut. Ze werd bekend door haar onderzoek naar de spanning tussen de behoefte aan veiligheid (liefde, ergens bij horen en nabijheid) en de behoefte aan vrijheid (erotisch verlangen, avontuur en afstand) in menselijke relaties. Ze werkt in New York.

## Levensloop
Perel is de dochter van twee Poolse overlevenden van de Holocaust. Opgegroeid tussen Holocaust-overlevenden in Antwerpen, zag zij in haar omgeving twee groepen: "zij die niet stierven, en zij die weer gingen leven. De laatsten waren degenen die begrepen dat erotiek een tegengif is voor de dood." Zij heeft in vele landen gewoond, spreekt negen talen en heeft als actrice gewerkt en een kledingwinkel in Antwerpen gehad.
Ze studeerde literatuurwetenschappen, linguïstiek en psychodynamische psychotherapie aan de Hebreeuwse Universiteit van Jeruzalem en aan Wellesley College in Boston, voor Salvador Minuchin haar inwijdde in de systeemtherapie. Aanvankelijk werkte ze als cross-cultureel psycholoog met paren en gezinnen. Zij heeft een praktijk voor relatie- en gezinstherapie in New York.
In 2006 introduceerde Perel het concept erotische intelligentie in haar bestseller Mating in Captivity: Unlocking Erotic Intelligence. Het boek werd uitgegeven in 26 talen en na de publicatie werd Perel internationaal adviseur op het gebied van seks en relaties. Haar TED-talk van februari 2013 is 17,3 miljoen keer bekeken (december 2020) en werd in de eerste maand al meer dan een miljoen keer bekeken Haar TED-talk van maart 2015 is 16,2 miljoen keer bekeken (december 2020).
In 2016 werd Perel opgenomen in Oprah Winfreys Supersoul-lijst van honderd visionaire en invloedrijke leiders. In 2017 gaf ze haar tweede boek uit, The State of Affairs: Rethinking Infidelity, en startte ze de podcast Where Should We Begin? van therapiesessies. In 2019 begon zij de podcast How’s Work?, van sessies met zakelijke ‘stellen’.

## Persoonlijk
Perel is getrouwd met Jack Saul, universitair docent ('assistant professor') aan de Mailman School of Public Health van de Columbia-universiteit, met wie ze twee zonen heeft.

## Onderscheidingen
- Ridder in de Kroonorde[13]